# Fils de plouc
Pour plus de détails, voir Fiche technique et Distribution.
Fils de plouc est une comédie belge écrite et réalisée par Lenny et Harpo Guit et sortie en 2021.

## Synopsis
Issachar et Zabulon, deux frères stupides d'une vingtaine d'année, perdent Jacques Janvier, le chien de leur mère, et ont 24 heures pour le retrouver dans les rues de Bruxelles,.

## Fiche technique
- Titre original : Fils de plouc
- Titre alternatif : Mother Schmuckers
- Réalisation : Lenny et Harpo Guit
- Scénario : Lenny et Harpo Guit
- Photographie : Sylvestre Vannoorenberghe
- Montage : Guillaume Lion, Naftule Tarraschuk
- Producteurs : David Borgeaud, Erika Meda
- Société de production : Roue Libre Production
- Pays d'origine : Belgique
- Langue originale : français
- Format : couleur
- Genre : comédie
- Durée : 70 minutes
- Dates de sortie :
  - États-Unis : 29 janvier 2021 (Festival du film de Sundance)
  - France : 18 novembre 2021 (OCS streaming)[1]

## Distribution
- Maxi Delmelle : Issachar
- Harpo Guit : Zabulon
- Claire Bodson : Cachemire
- Valentin Wilbaux : Zarma
- Tom Adjibi : Corentin
- Mathieu Amalric : le père
- Toni d'Antonio : Daniel
- Yannick Renier : Anthony le flic
- Théophile Roux : Monsieur Le Clochard
- Chaïda Chaddy Suku Suku : Violeta
- Habib Ben Tanfous : Choukri

## Distinctions
- Vevey International Funny Film Festival 2021 : VIFFF d'or et prix du jury des jeunes[3].
- Fifigrot 2021 : Prix Michaela Kaela
- Festival du Film Sundance 2021 : Midnight
- Film figurant parmi les 7 longs métrages sélectionnés par Unifrance pour sa 1re édition du festival MyMetaStories diffusé du 6 au 29 octobre 2023. Les cinéphiles des quatre coins du monde auront accès aux films de cette édition, en ligne, sur les plateformes numériques. Festival soutenu par le Programme Europe Créative Volet Media de la Commission européenne. Liste des titres :
  - La Gravité, de Cédric Ido (France)
  - The Happiest Man In The World, de Teona Strugar Mitevska (Macédoine, Slovénie, Danemark, Croatie, Bosnie-Herzégovine)
  - Fragile, d'Emma Benestan (France)
  - Libertad, de Clara Roquet (Belgique/Espagne)
  - Luxembourg, Luxembourg, d'Antonio Lukich (Ukraine)
  - Fils de plouc (Mother Schmuckers), de Lenny Guit et Harpo Guit (Belgique)
  - Pink Moon, de Floor van der Meulen (Pays-Bas)
Voir, sur le site MyMetaStories et MyMetaStories sur Unifrance, la liste des 13 courts métrages et de l’expérience Minecraft®, 1er festival de films dans le jeu vidéo.

### Nominations
- Magritte 2022 : meilleur premier film, meilleure actrice dans un second rôle (Claire Bodson)